# 광주도평초등학교
광주도평초등학교는 대한민국 경기도 광주시에 있는 공립 초등학교이고, 2004년 4월 15일에 개교되었다.

## 학교 연혁
- 2004년 4월 15일: 개교

## 참고 자료
- 광주도평초등학교 - 한국교육학술정보원 학교알리미